# Sebastian Kolze Changizi
Sebastian Kolze Changizi (Silkeborg, 29 de diciembre de 2000) es un ciclista profesional danés que milita en las filas del conjunto Tudor Pro Cycling Team.

## Palmarés
2022
- 1 etapa de la Flèche du Sud[1]
- 1 etapa de la Carrera de la Paz sub-23